# 이승재 (가수)
이승재(1946년 7월 28일~)은 대한민국의 가수이다.

## 생애
이승재는 1946년 7월 28일 광주광역시에서 태어났고, 1970년 데뷔해 아득히 먼곳 앨범을 냈다 활동한 년도 1970년대 1980년대 1990년대 2000년대 2010년대이고
광주공업고등학교 전기과를 졸업했다 이승재가 부른 ‘아득히 먼 곳’이란 노래가 화제를 모으고 있고 이 노래는 지난 1984년 지구레코드에서 발매한 이승재의 독집 음반이고 타이틀곡 ‘아득히 먼 곳’이 그의 대표곡 ‘눈동자’에 이어 오랜만에 크게 히트했다

## 학력
- 광주서림초등학교 (졸업)
- 고려중학교 (졸업)
- 광주공업고등학교 전기과 (졸업)